# A Hazy Shade of Winter
A Hazy Shade of Winter è un singolo del duo statunitense Simon & Garfunkel, pubblicato nel 1966 ed estratto dall'album Bookends.

## Tracce
- 7"

1. A Hazy Shade of Winter
2. For Emily, Whenever I May Find Her

## Cover
Nel 1987 il gruppo The Bangles ha registrato una cover del brano per la colonna sonora del film Al di là di tutti i limiti (Less Than Zero), pubblicata come singolo con il titolo modificato in Hazy Shade of Winter.
Una cover del gruppo punk rock Snuff è presente nell'EP Flibbiddydibbiddydob (1990).
Anche il gruppo thrash metal tedesco Sodom ha inciso una propria versione della canzone, per il disco 'Til Death Do Us Unite (1997).
Il 24 gennaio 2019, Gerard Way ha pubblicato una cover della versione dei The Bangles realizzata in collaborazione con Ray Toro, in occasione dell'uscita del trailer della serie televisiva di Netflix The Umbrella Academy.